# 1588 Descamisada
1588 Descamisada eller 1951 MH är en asteroid i huvudbältet som upptäcktes den 27 juni 1951 av den argentinske astronomen Miguel Itzigsohn vid La Plata observatoriet. Den har fått sitt namn efter det spanska ordet Descamisada som betyder bar överkropp och syftar på Eva Perón.
Asteroiden har en diameter på ungefär 17 kilometer och den tillhör asteroidgruppen Eos.